# Salome Khomeriki
Salome Khomeriki (სალომე ხომერიკი) (Tbilisi, 1992) è una modella georgiana, incoronata Miss Georgia Universo 2011 presso il Batumi Art Center di Batumi il 1º ottobre 2011.
Salome Khomeriki avrebbe dovuto rappresentare ufficialmente la Georgia a Miss Universo 2012. Infatti la modella si è classifica seconda al concorso Miss Georgia, dietro la vincitrice Janeta Kerdikoshvili, che invece avrebbe dovuto rappresentare la nazione a Miss Mondo 2011.
Tuttavia per un'inversione di date fra Miss Mondo 2012 e Miss Universo 2012, le due concorrenti hanno dovuto scambiarsi i compiti, e Salome Khomeriki ha gareggiato a Miss Mondo, dove tuttavia non è riuscita a classificarsi.